# Lights and Shadows
Lights and Shadows é um filme mudo norte-americano de 1914, do gênero drama, dirigido por Joe De Grasse e estrelado por Lon Chaney. O filme é agora considerado perdido.

## Elenco
- Lon Chaney
- Pauline Bush
- Tom Forman
- Laura Oakley
- Betty Schade
- Joe De Grasse
- Beatrice Van
- Helen Wright